# Horus Iry

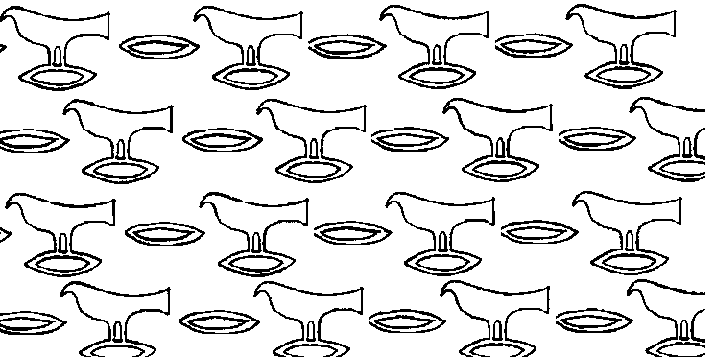
Sello de arcilla con los signos ỉrỉ-Ḥr.

Horus Iry o Iry-Hor fue un gobernante del Periodo predinástico de Egipto ca. 3170 - 3160a. C., aunque algunos egiptólogos dudan de su existencia. Otras grafías de su nombre: Horus Ro (según Petrie), Iri (nombre de Horus), Iry-Hor, Iry-Ro, Hor-ra y Ra-Hor.
Probablemente fue el inmediato predecesor del mandatario Horus Ka, y por lo tanto reinaría durante los primeros años del siglo XXXII a. C. Gobernó desde Hieracómpolis sobre Abidos y la región tinita, y quizá controló Egipto hasta Zawyet el-Aryan. 
Fue enterrado en el cementerio local, en Umm el-Qaab, cerca de las tumbas de los reyes Horus Ka, Narmer y de otros faraones de la Dinastía I.

## Testimonios de su época
Un sello de arcilla con los jeroglíficos de r-Hr se encontró en la tumba de Narmer, y puede referirse a Iry-Hor. Un sello similar se encuentra muy al norte, en Zawyet el-Aryan en el Bajo Egipto. Finalmente una incisión en un huso que se encontró en Hieracómpolis puede referirse a él.

## Existencia

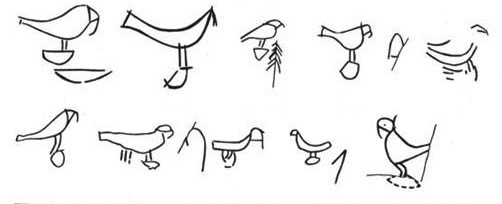
Nombre de Iry-Hor encontrado en Abidos.

Algunos arqueólogos dudan de su existencia: su nombre no aparece en un serej, el halcón Horus se coloca directamente encima del signo de una boca. Toby Wilkinson rechaza la tumba atribuida a Iry-Hor, pues lo considera como un pozo de almacenamiento y el nombre como una marca de tesorería. En efecto r-Hr puede significar simplemente 'propiedad del rey'.
El argumento en contra de su existencia se basa en la ausencia de un serej con su nombre y las escasa cantidad de restos. La única inscripción de Iry Hor (fuera de Abidos) se encuentra en el Bajo Egipto, en Zawyet el-Aryan, en cambio Horus Ka y Narmer tienen muchas inscripciones en muchos sitios (hasta en Canaán).
Los arqueólogos que apoyan la existencia de Horus Iry, señalan la importancia de la ubicación y el tamaño de la tumba, y el que está ubicada dentro de un orden secuencial tal que vincularía el antiguo cementerio U con las tumbas de la Dinastía I. Su nombre está inscrito en una gran jarra —al igual que el de otros faraones—, que tiene inscrito el halcón real, símbolo de Horus. La representación del serej podría ser una tradición que pudo comenzar con Horus Ka.

## Tumba

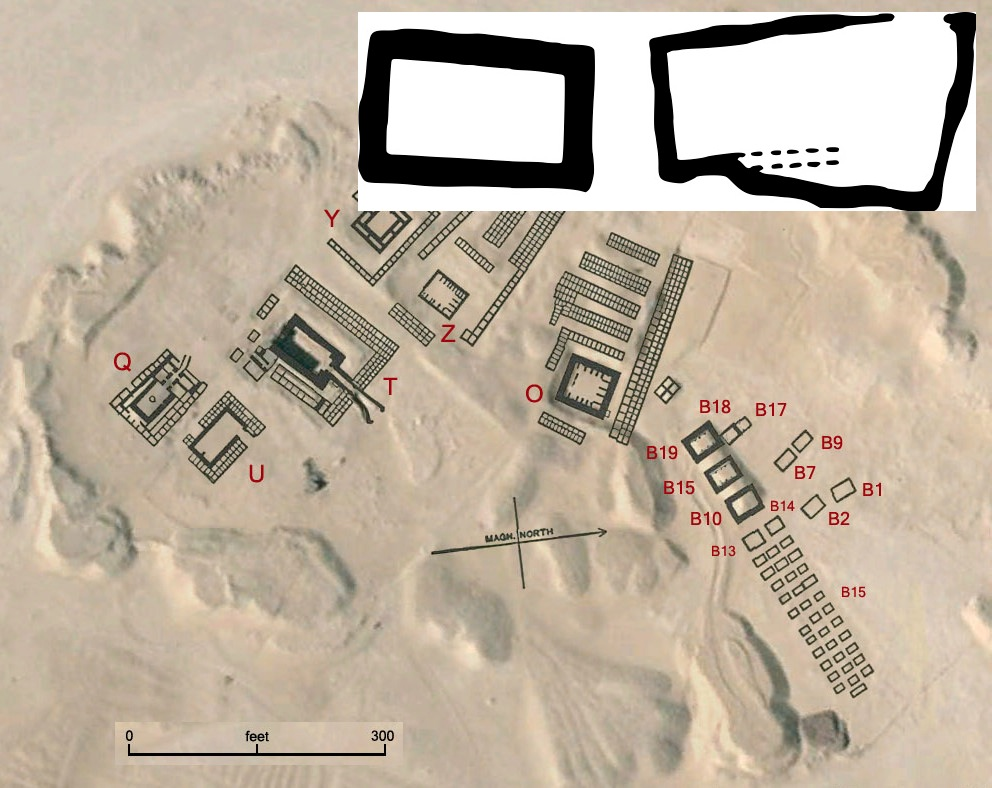
La tumba de Iry-Hor (cámaras B1 y B2) en Umm el-Qaab.

La tumba de Iry-Hor en Umm el-Qaab posee dos cámaras separadas B1 y B2 (como se ve en la imagen).  La tumba de Iry-Hor se encuentra cerca de las tumbas de Ka (B7, B8, B9) y de Narmer (B17, B18), y es la más antigua de la necrópolis de Abidos B en Umm el-Qaab. Se compone de dos cámaras separadas B1 (6m x 3,5 m) y B2 (4,3 m x 2.45 m) excavada por Petrie y Werner Kaiser. Estas cámaras tienen un tamaño similar a las de Ka y Narmer. No hay ninguna superestructura, si alguna vez la hubo, no ha llegado hasta nuestros días. En la cámara B1 se encontraron fragmentos de jarras con su nombre. En la B2, otro fragmento de jarra, una impresión del sello, varias inscripciones de tinta y, curiosamente, fragmentos de vasijas que llevan los nombres de Ka y Narmer. También se encontraron en el lugar trozos de una cama.
En caso de haber existido, Horus Iry sería uno de los más antiguos personajes documentados del mundo.

## Titulatura
| Titulatura | Jeroglífico | Transliteración (transcripción) - traducción - (referencias) |

| \| \| | G5 | D4 |
|       |    |    |

|  |

| \| \| | G5 | D4 |
|       |    |    |

|  |